# Harald Nitze
Harald Nitze (* 5. Oktober 1941; † 14. April 2009 in Nieby) war ein deutscher Fußballspieler (DDR).

## Sportliche Laufbahn
Seinen ersten Auftritt in einer höherklassigen Fußballmannschaft des Männerbereichs hatte Nitze am 6. März 1960, als er für Einheit Greifswald zum Saisonauftakt in der zweitklassigen I. DDR-Liga als halbrechter Stürmer eingesetzt wurde. Zeitweise auch als Mittelstürmer aufgeboten, etablierte er sich sofort zum Stammspieler mit 23 von 26 möglichen Punktspieleinsätzen. Mit elf Punktspieltoren wurde er hinter Hans-Joachim Steinfurth (14 Treffer) zweitbester Torschütze der Greifswalder. Das Meisterschaftsjahr 1960 war rückblickend Nitzes erfolgreichste Saison in Greifswald. In der Spielzeit 1961/62, die sich wegen der Spielplanänderung auf den Herbst-Frühjahr-Rhythmus über 39 Punktspiele erstreckte, fehlte Nitze an 13 Tagen im Aufgebot und erzielte lediglich sieben der 53 Greifswalder Meisterschaftstore.
Im Sommer 1962 wechselte Nitze zum DDR-Oberligisten SC Empor Rostock. Vor Saisonbeginn zeigte er gute Leistungen sowohl in den Vorbereitungsspielen des Oberligateams als auch in den Pokalspielen der Bezirksauswahl Rostock. Dies veranlasste Trainer Fritzsch, Nitze im ersten Oberliga-Punktspiel am 19. August 1962 bei Chemie Halle als Mittelstürmer einzusetzen. Nach dem torlosen Spiel bot Fritzsch am 2. Spieltag gegen den SC Rotation Leipzig an Nitzes Stelle mit Knut Wittenbecher einen anderen Neuling ein. Mit diesem zeigte sich der Rostocker Angriff wesentlich durchschlagskräftiger, und die Mannschaft gewann mit 3:0. Der Trainer hielt auch in der Folgezeit an Wittenbecher als Mittelstürmer fest und hatte auch auf den anderen Positionen für Nitze keine Verwendung. Erst durch den Ausfall Wittenbechers in der zweiten Saisonhälfte kam Nitze im Januar und Februar 1963 noch zu vier weiteren Punktspieleinsätzen. Ein Meisterschaftstor war seine ganze Saisonausbeute. Torfreudiger war er in seinen drei Pokalspielen für den SC Empor, in denen er viermal traf.
Nach dem enttäuschenden Ausflug in die höchste DDR-Fußballklasse nahm Nitze nach dem Abschluss der Spielzeit 1962/63 erneut einen Wechsel vor und meldete sich bei der zweitklassigen BSG Stahl Eisenhüttenstadt an. Im November 1966 wurde er zum Militärdienst eingezogen und spielte während dieser Zeit bei der Armeesportgemeinschaft Vorwärts Neubrandenburg. In den eineinhalb Jahren wurde er jedoch nur in zwölf Punktspielen der ersten Mannschaft eingesetzt. Im Mai 1968 kehrte Nitze zu Stahl Eisenhüttenstadt zurück, wurde aber auch dort nur noch sporadisch in den DDR-Ligaspielen aufgeboten. Im April 1969 setzte ihn eine Meniskusverletzung außer Gefecht, danach wurde er fast nur noch in der 2. Mannschaft eingesetzt. Mit ihr erkämpfte er 1969 die Bezirksmeisterschaft Frankfurt (Oder) und den Aufstieg in die DDR-Liga. 1970 beendete Harald Nitze 28-jährig seine aktive Fußball-Laufbahn.
| Stationen-Übersicht | Stationen-Übersicht       | Stationen-Übersicht  |
| ------------------- | ------------------------- | -------------------- |
| 1960–1962           | Einheit Greifswald        | zweitklassig         |
| 1962/63             | Empor Rostock             | erstklassig          |
| 1963–1969           | Stahl Eisenhüttenstadt    | zweitklassig         |
| 1966–1968           | Vorwärts Neubrandenburg   | zweitklassig         |
| 1969–1970           | Stahl Eisenhüttenstadt II | dritt-, zweitklassig |